# Sophie Ramdor
Sophie Ramdor (* 23. Juli 1992 in Braunschweig) ist eine deutsche Politikerin (CDU). Seit 2022 ist sie Abgeordnete des Niedersächsischen Landtags.

## Leben
Ramdor legte 2011 das Abitur ab. Anschließend studierte sie Grundschullehramt an der Universität Hildesheim. 2016 schloss sie das Studium mit dem Master of Education ab. Daraufhin war sie von 2017 bis 2018 Lehrkraft an einer Berufsschule in Hildesheim. Parallel dazu studierte sie Deutsch als Fremdsprache. Sie schloss das Studium 2018 mit dem Master of Arts ab. Von 2018 bis zu ihrem Einzug in den Landtag 2022 war sie als Lehrerin an einer Grundschule tätig.
Ramdor ist evangelisch-lutherisch und lebt im Braunschweiger Stadtbezirk Lehndorf-Watenbüttel.

## Politik
Ramdor trat 2014 in die Junge Union und in die CDU ein. Bis November 2022 war sie stellvertretende Landesvorsitzende der Jungen Union in Niedersachsen. Seit den Kommunalwahlen in Niedersachsen 2021 ist sie Mitglied der Verbandsversammlung des Regionalverbands Großraum Braunschweig und des Stadtbezirksrats Lehndorf-Watenbüttel.
Bei der Landtagswahl in Niedersachsen 2022 zog Ramdor über Platz 6 der Landesliste der CDU in den Niedersächsischen Landtag ein. Im Wahlkreis Braunschweig-West unterlag sie SPD-Kandidat Christoph Bratmann.